# Eucinostomus currani
Eucinostomus currani és una espècie de peix pertanyent a la família dels gerrèids.

## Descripció
- Pot arribar a fer 21 cm de llargària màxima.[5][6]

## Alimentació
Menja matèria vegetal, microinvertebrats i detritus.

## Hàbitat
És un peix d'aigua dolça, marina i salabrosa, demersal i de clima tropical (26 °C-32 °C; 37°N-3°S).

## Distribució geogràfica
Es troba al Pacífic oriental: des de la Baixa Califòrnia (Mèxic) i el golf de Califòrnia fins a l'extrem septentrional del Perú, incloent-hi les illes Galápagos i del Coco.

## Estat de conservació
El desenvolupament costaner pot amenaçar la seua supervivència en algunes àrees.

## Observacions
És inofensiu per als humans.